# Клара Гортон
Кла́ра Мері Го́ртон (англ. Clara Marie Horton; 29 липня 1904, Бруклін, Нью-Йорк — 4 грудня 1976, Енсіно, Каліфорнія) — американська актриса епохи німого кіно, найбільш відома роллю Беккі Тетчер у фільмі Том Сойєр (1917).

## Біографія
Народилася у боро Бруклін. Після народження дочки її мати відмовилася від кар'єри викладача фортепіано. У ранньому віці почала вчитися грати на піаніно. У п'ять років Гортон помітив режисер Eclair Company і запропонував їй снятися у фільмі. Після підписання контракту зі студією вона переїхала до Тусону, штат Арізона. Після банкрутства Eclair Company оселилася у Лос-Анджелесі, де їй запропонували контракти інші студії. У період з 1912 по 1942 знялася у понад 80 фільмах.
Після виходу заміж у 17 років, перестала зніматися у кінематографі. Після розлучення повернулася до роботи у кіноіндустрії. У 1934 році приєдналася до конгломерату WarnerMedia, де грала другорядні ролі та виконувала роль дублера.
Після виходу на пенсію, переїхала до Віттієр. Похована на цвинтарі Роуз-Хілс.

## Фільмографія
- 1919 — Переможна дівчина / The Winning Girl
- 1919 — Кожна жінка